# Anne Valentina Berthelsen
Anne Valentina Berthelsen (født 16. september 1994 i Hørsholm) er en dansk politiker som siden 2019 har været medlem af Folketinget for SF.

## Opvækst og uddannelse
Berthelsen boede som barn i Farum, indtil hun var seks år. På det tidspunkt flyttede familien til Sakskøbing på Lolland. Hun har studentereksamen fra Vordingborg Gymnasium & HF (2010-2011) og Maribo Gymnasium (2011-2013). Hun har studeret International Business and Politics på Copenhagen Business School (2014-2015), statskundskab på Københavns Universitet (2015-2017) og har en bachelor i politik og administration fra Roskilde Universitet (2017-2019).
Som barn gik Berthelsen til konkurrencedans, og hun arbejdede som danselærer 2017 til 2019.

## Politik
Berthelsen kommer fra en politisk engageret familie. Som fjorten-årig kom hun i folkeskolepraktik hos SF i Folketinget og meldte sig ind i SF Ungdom. Hun blev folketingskandidat i Næstvedkredsen i Sjællands Storkreds i 2018, og blev valgt til Folketinget ved Folketingsvalget 2019. Bertelsen er SF's landbrugsordfører og naturordfører i Folketinget.
I 2020 skiftede hun opstillingskreds til Lollandkredsen, også i Sjællands Storkreds.